# Lijst van echte hagedissen
Onderstaand een lijst van alle soorten hagedissen die behoren tot de echte hagedissen (Lacertidae). Er zijn 334 soorten in 43 geslachten, waarvan er 10 monotypisch zijn. De lijst is gebaseerd op de Reptile Database.
- Soort Acanthodactylus aegyptius
- Soort Acanthodactylus ahmaddisii
- Soort Acanthodactylus arabicus
- Soort Acanthodactylus aureus
- Soort Acanthodactylus bedriagai
- Soort Acanthodactylus beershebensis
- Soort Acanthodactylus blanci
- Soort Acanthodactylus blanfordii
- Soort Acanthodactylus boskianus
- Soort Acanthodactylus boueti
- Soort Acanthodactylus busacki
- Soort Acanthodactylus cantoris
- Soort Acanthodactylus dumerilii
- Soort Acanthodactylus erythrurus
- Soort Acanthodactylus felicis
- Soort Acanthodactylus gongrorhynchatus
- Soort Acanthodactylus grandis
- Soort Acanthodactylus guineensis
- Soort Acanthodactylus haasi
- Soort Acanthodactylus hardyi
- Soort Acanthodactylus harranensis
- Soort Acanthodactylus khamirensis
- Soort Acanthodactylus longipes
- Soort Acanthodactylus maculatus
- Soort Acanthodactylus margaritae
- Soort Acanthodactylus masirae
- Soort Acanthodactylus micropholis
- Soort Acanthodactylus nilsoni
- Soort Acanthodactylus opheodurus
- Soort Acanthodactylus orientalis
- Soort Acanthodactylus pardalis
- Soort Acanthodactylus robustus
- Soort Acanthodactylus savignyi
- Soort Acanthodactylus schmidti
- Soort Acanthodactylus schreiberi
- Soort Acanthodactylus scutellatus
- Soort Acanthodactylus senegalensis
- Soort Acanthodactylus spinicauda
- Soort Acanthodactylus taghitensis
- Soort Acanthodactylus tilburyi
- Soort Acanthodactylus tristrami
- Soort Acanthodactylus yemenicus
- Soort Adolfus africanus
- Soort Adolfus alleni
- Soort Adolfus jacksoni
- Soort Adolfus masavaensis
- Soort Algyroides fitzingeri
- Soort Algyroides marchi
- Soort Algyroides moreoticus
- Soort Algyroides nigropunctatus
- Soort Anatololacerta anatolica
- Soort Anatololacerta budaki
- Soort Anatololacerta danfordi
- Soort Anatololacerta pelasgiana
- Soort Apathya cappadocica
- Soort Apathya yassujica
- Soort Archaeolacerta bedriagae
- Soort Atlantolacerta andreanskyi
- Soort Australolacerta australis
- Soort Congolacerta asukului
- Soort Congolacerta vauereselli
- Soort Dalmatolacerta oxycephala
- Soort Darevskia alpina
- Soort Darevskia armeniaca
- Soort Darevskia bendimahiensis
- Soort Darevskia bithynica
- Soort Darevskia brauneri
- Soort Darevskia caspica
- Soort Darevskia caucasica
- Soort Darevskia chlorogaster
- Soort Darevskia clarkorum
- Soort Darevskia daghestanica
- Soort Darevskia dahli
- Soort Darevskia defilippii
- Soort Darevskia derjugini
- Soort Darevskia kamii
- Soort Darevskia kopetdaghica
- Soort Darevskia lindholmi
- Soort Darevskia mixta
- Soort Darevskia parvula
- Soort Darevskia pontica
- Soort Darevskia portschinskii
- Soort Darevskia praticola
- Soort Darevskia raddei
- Soort Darevskia rostombekowi
- Soort Darevskia rudis
- Soort Darevskia sapphirina
- Soort Darevskia saxicola
- Soort Darevskia schaekeli
- Soort Darevskia steineri
- Soort Darevskia unisexualis
- Soort Darevskia uzzelli
- Soort Darevskia valentini
- Soort Dinarolacerta montenegrina
- Soort Dinarolacerta mosorensis
- Soort Eremias acutirostris
- Soort Eremias afghanistanica
- Soort Eremias andersoni
- Soort Eremias argus
- Soort Eremias arguta
- Soort Eremias aria
- Soort Eremias brenchleyi
- Soort Eremias buechneri
- Soort Eremias cholistanica
- Soort Eremias dzungarica
- Soort Eremias fasciata
- Soort Eremias grammica
- Soort Eremias intermedia
- Soort Eremias isfahanica
- Soort Eremias kavirensis
- Soort Eremias kokshaaliensis
- Soort Eremias kopetdaghica
- Soort Eremias lalezharica
- Soort Eremias lineolata
- Soort Eremias montana
- Soort Eremias multiocellata
- Soort Eremias nigrocellata
- Soort Eremias nikolskii
- Soort Eremias papenfussi
- Soort Eremias persica
- Soort Eremias pleskei
- Soort Eremias przewalskii
- Soort Eremias quadrifrons
- Soort Eremias regeli
- Soort Eremias scripta
- Soort Eremias strauchi
- Soort Eremias stummeri
- Soort Eremias suphani
- Soort Eremias szczerbaki
- Soort Eremias velox
- Soort Eremias vermiculata
- Soort Eremias yarkandensis
- Soort Gallotia atlantica
- Soort Gallotia auaritae
- Soort Gallotia bravoana
- Soort Gallotia caesaris
- Soort Gallotia galloti
- Soort Gallotia intermedia
- Soort Gallotia simonyi
- Soort Gallotia stehlini
- Soort Gastropholis echinata
- Soort Gastropholis prasina
- Soort Gastropholis tropidopholis
- Soort Gastropholis vittata
- Soort Heliobolus lugubris
- Soort Heliobolus neumanni
- Soort Heliobolus nitidus
- Soort Heliobolus spekii
- Soort Hellenolacerta graeca
- Soort Holaspis guentheri
- Soort Holaspis laevis
- Soort Iberolacerta aranica
- Soort Iberolacerta aurelioi
- Soort Iberolacerta bonnali
- Soort Iberolacerta cyreni
- Soort Iberolacerta galani
- Soort Iberolacerta horvathi
- Soort Iberolacerta martinezricai
- Soort Iberolacerta monticola
- Soort Ichnotropis bivittata
- Soort Ichnotropis capensis
- Soort Ichnotropis chapini
- Soort Ichnotropis grandiceps
- Soort Ichnotropis microlepidota
- Soort Ichnotropis tanganicana
- Soort Iranolacerta brandtii
- Soort Iranolacerta zagrosica
- Soort Lacerta agilis
- Soort Lacerta bilineata
- Soort Lacerta media
- Soort Lacerta pamphylica
- Soort Lacerta schreiberi
- Soort Lacerta strigata
- Soort Lacerta trilineata
- Soort Lacerta viridis
- Soort Latastia boscai
- Soort Latastia caeruleopunctata
- Soort Latastia cherchii
- Soort Latastia doriai
- Soort Latastia johnstonii
- Soort Latastia longicaudata
- Soort Latastia ornata
- Soort Latastia petersiana
- Soort Latastia siebenrocki
- Soort Latastia taylori
- Soort Meroles anchietae
- Soort Meroles ctenodactylus
- Soort Meroles cuneirostris
- Soort Meroles knoxii
- Soort Meroles micropholidotus
- Soort Meroles reticulatus
- Soort Meroles squamulosus
- Soort Meroles suborbitalis
- Soort Mesalina adramitana
- Soort Mesalina arnoldi
- Soort Mesalina austroarabica
- Soort Mesalina ayunensis
- Soort Mesalina bahaeldini
- Soort Mesalina balfouri
- Soort Mesalina bernoullii
- Soort Mesalina brevirostris
- Soort Mesalina ercolinii
- Soort Mesalina guttulata
- Soort Mesalina kuri
- Soort Mesalina martini
- Soort Mesalina microlepis
- Soort Mesalina olivieri
- Soort Mesalina pasteuri
- Soort Mesalina rubropunctata
- Soort Mesalina saudiarabica
- Soort Mesalina simoni
- Soort Mesalina watsonana
- Soort Nucras boulengeri
- Soort Nucras caesicaudata
- Soort Nucras holubi
- Soort Nucras intertexta
- Soort Nucras lalandii
- Soort Nucras livida
- Soort Nucras ornata
- Soort Nucras scalaris
- Soort Nucras taeniolata
- Soort Nucras tessellata
- Soort Omanosaura cyanura
- Soort Omanosaura jayakari
- Soort Ophisops beddomei
- Soort Ophisops elbaensis
- Soort Ophisops elegans
- Soort Ophisops jerdonii
- Soort Ophisops kutchensis
- Soort Ophisops leschenaultii
- Soort Ophisops microlepis
- Soort Ophisops minor
- Soort Ophisops occidentalis
- Soort Ophisops pushkarensis
- Soort Parvilacerta fraasii
- Soort Parvilacerta parva
- Soort Pedioplanis benguellensis
- Soort Pedioplanis breviceps
- Soort Pedioplanis burchelli
- Soort Pedioplanis gaerdesi
- Soort Pedioplanis haackei
- Soort Pedioplanis huntleyi
- Soort Pedioplanis husabensis
- Soort Pedioplanis inornata
- Soort Pedioplanis laticeps
- Soort Pedioplanis lineoocellata
- Soort Pedioplanis namaquensis
- Soort Pedioplanis rubens
- Soort Pedioplanis undata
- Soort Philochortus hardeggeri
- Soort Philochortus intermedius
- Soort Philochortus neumanni
- Soort Philochortus phillipsi
- Soort Philochortus rudolfensis
- Soort Philochortus spinalis
- Soort Philochortus zolii
- Soort Phoenicolacerta cyanisparsa
- Soort Phoenicolacerta kulzeri
- Soort Phoenicolacerta laevis
- Soort Phoenicolacerta troodica
- Soort Podarcis bocagei
- Soort Podarcis carbonelli
- Soort Podarcis cretensis
- Soort Podarcis erhardii
- Soort Podarcis filfolensis
- Soort Podarcis gaigeae
- Soort Podarcis guadarramae
- Soort Podarcis hispanicus
- Soort Podarcis levendis
- Soort Podarcis lilfordi
- Soort Podarcis liolepis
- Soort Podarcis melisellensis
- Soort Podarcis milensis
- Soort Podarcis muralis
- Soort Podarcis peloponnesiacus
- Soort Podarcis pityusensis
- Soort Podarcis raffonei
- Soort Podarcis siculus
- Soort Podarcis tauricus
- Soort Podarcis tiliguerta
- Soort Podarcis vaucheri
- Soort Podarcis virescens
- Soort Podarcis waglerianus
- Soort Poromera fordii
- Soort Psammodromus algirus
- Soort Psammodromus blanci
- Soort Psammodromus edwarsianus
- Soort Psammodromus hispanicus
- Soort Psammodromus microdactylus
- Soort Psammodromus occidentalis
- Soort Pseuderemias brenneri
- Soort Pseuderemias erythrosticta
- Soort Pseuderemias mucronata
- Soort Pseuderemias savagei
- Soort Pseuderemias septemstriata
- Soort Pseuderemias smithii
- Soort Pseuderemias striatus
- Soort Scelarcis perspicillata
- Soort Takydromus albomaculosus
- Soort Takydromus amurensis
- Soort Takydromus dorsalis
- Soort Takydromus formosanus
- Soort Takydromus hani
- Soort Takydromus haughtonianus
- Soort Takydromus hsuehshanensis
- Soort Takydromus intermedius
- Soort Takydromus khasiensis
- Soort Takydromus kuehnei
- Soort Takydromus luyeanus
- Soort Takydromus madaensis
- Soort Takydromus sauteri
- Soort Takydromus septentrionalis
- Soort Takydromus sexlineatus
- Soort Takydromus sikkimensis
- Soort Takydromus smaragdinus
- Soort Takydromus stejnegeri
- Soort Takydromus sylvaticus
- Soort Takydromus tachydromoides
- Soort Takydromus toyamai
- Soort Takydromus viridipunctatus
- Soort Takydromus wolteri
- Soort Teira dugesii
- Soort Timon kurdistanicus
- Soort Timon lepidus
- Soort Timon nevadensis
- Soort Timon pater
- Soort Timon princeps
- Soort Timon tangitanus
- Soort Tropidosaura cottrelli
- Soort Tropidosaura essexi
- Soort Tropidosaura gularis
- Soort Tropidosaura montana
- Soort Vhembelacerta rupicola
- Soort Zootoca vivipara